# Thameslink
A Thameslink egy vasútvonal Bedford és Brighton között, Londonon keresztül, a Snow Hill alagúton át Angliában. A vasút fontos és forgalmas elővárosi személyszállító vonal.

## Járművek
Az angol közlekedési hivatal elkezdte az 1100 db, kétfeszültségű villamos motorvonati jármű beszerzését, amely az 5,5 milliárd font értékű London észak-dél irányú Thameslink elővárosi hálózat felújítási tervének részét képezi. Az 1,4 milliárd font értékű megrendelés lehetővé teszi, hogy a jelenleg üzemelő 720 db kocsit lecseréljék, és az új, 12 kocsis vonatokat állítsanak helyettük 2012. évben üzembe.
A szerződést 2009. év közepén meg kell kötni, a vonatok fővonali próbáit 2011. év végére be kell fejezni. Az első vonatoknak 2012 februárjában kell közforgalomba állniuk, míg az utolsó vonat leszállítási határideje 2015 decembere.
A győztes szerződő félnek biztosítania kell a vonatok beszerzésének finanszírozását, és 10 éven keresztül a járművek fenntartását.